# Кано Сьосю
Кано Сьосю (12 травня 1551 — 1601) — японський художник періоду Адзуті-Момоями.

## Життєпис
Представник школи Кано. Другий син художника Кано Сьоей. Народився у 1551 році. Після повноліття отримав ім'я Суенобу. Втім відомий під псевдонімом Сьосю. Замолоду долучився до родинною справи, навчався малювання в батька. З середини 1570-х років працював під орудою старшого брата Ейтоку, що очолив школу Кано. Згодом отримав почесний титул хьоген.
Після смерті брата працював з небожем Кано Міцунобу й іншим представником школи Кано — Кано Санраку — над розписом імператорського палацу в Кіото. 1599 році виконував роботи для розпису резиденції князя Кацури. Помер у 1601 році. Його син Кано Дзіннодзьо продовжив батьківську справу.

## Творчість

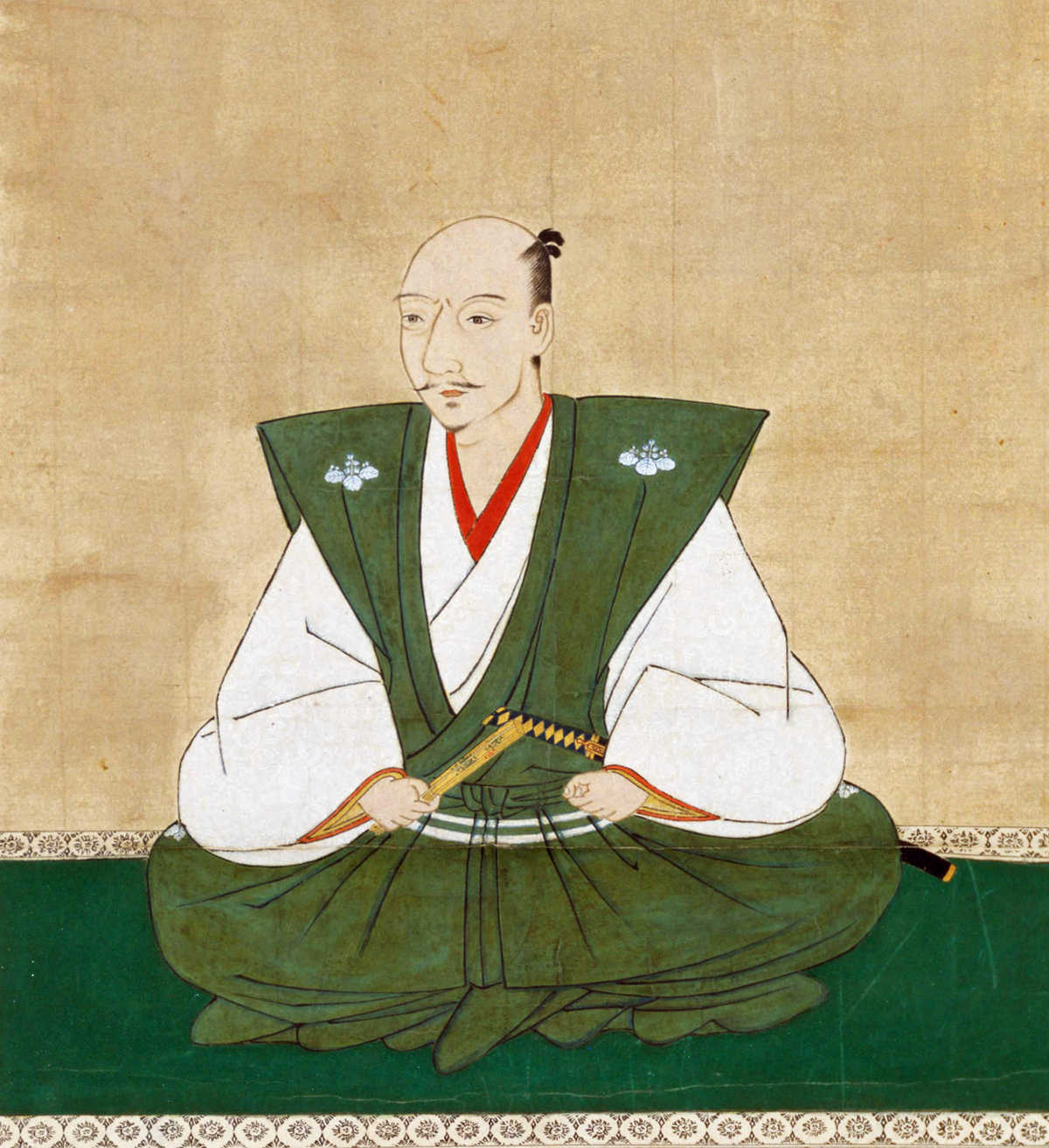
«Ода Нобунага»

За стилем був доволі схожий на стиль Кано Ейтоку, але з більш жорсткими лініями. Найвідомішими роботами є цикл «Тридцять шість безсмертних поетів» та парасолька з малюнком з жанру «квіти і птахи». Також знаним є портрет Ода Нобунаги. Син Сьосю працював у такій самій манері, тому дослідникам часто важко їх розрізнити.